# Joseph Wolstenholme
Joseph Wolstenholme (1829-1891) va ser un matemàtic anglès.

## Vida i Obra
Wolstenholme va ingressar al Saint John's College de la universitat de Cambridge el 1846 on es va graduar tercer wrangler el 1850. El 1852 va ser escollit fellow del Saint John's College i del Christ College i va preferir aquest segon. El 1869, en casar-se amb la suïssa Thérèse Kraus, va deixar el seu lloc en el College. El 1871 va ser nomenat professor de matemàtiques del Royal Indian Engineering College a Cooper's Hill (prop de Londres), càrrec que va mantenir fins a la seva jubilació el 1889. Va morir dos anys més tard.
Les seves obres matemàtiques li van donar una bona reputació, però sembla que va ser un intel·lectual incapaç de mantenir una carrera acadèmica important. Va publicar 23 articles de matemàtiques, entre els quals destaca un de 1862 en que enuncia el teorema de Wolstenholme; però l'obra que el va fer famós va ser una col·lecció de problemes matemàtics per al exercici d'estudiants universitaris que es va reeditar diverses vegades (1867, 1878 i 1891).
La seva germana era la sufragista i feminista Elizabeth Wolstenholme Elmy. Va mantenir certa amistat amb Leslie Stephen i se suposa que la filla de Stephen, Virginia Woolf, va utilitzar la figura de Wolstenholme per crear el personatge de Carmichael en la seva novel·la To the Lighthouse (1927).